# HD ready
HD ready is een kwaliteitslabel voor televisietoestellen die voldoen aan een reeks voorwaarden voor het weergeven van hdtv-programma's.
Het betekent niet dat daarmee rechtstreeks hdtv-signalen kunnen worden ontvangen, maar wel dat beelden van een toestel (settopbox, dvd-speler) met HD-uitgang getoond kunnen worden, al dan niet in de maximale resolutie.
Het logo is geïntroduceerd door de EICTA.
Aan de volgende voorwaarden moet zijn voldaan:
- De resolutie van het beeld is minimaal 720 lijnen hoog
- Het toestel aanvaardt HD-signalen via
  - Analoge YPbPr-ingangen
  - Digitale DVI- of HDMI-ingangen
- Het toestel moet volgende HD-signalen ondersteunen:
  - 1280x720 @ 50 en 60Hz progressive scan ("720p")
  - 1920x1080 @ 50 en 60Hz interlaced ("1080i")
- De DVI- of HDMI-ingang ondersteunt kopieerbeveiliging (HDCP)

## Alternatieven voor HD Readytelevisies
Veel monitoren van pc's en laptops kunnen ook HD-beelden tonen, vaak in een veel hogere resolutie dan het minimum dat wordt vereist voor het "HD readylogo". Ze komen echter dikwijls toch niet in aanmerking voor het HD readylogo omdat de benodigde ingangen hiervoor vaak ontbreken.
Elke monitor met een minimale verticale resolutie van 720 pixels of hoger kan video weergeven in HD-kwaliteit. Het internet vormt dan ook een alternatief voor het verkrijgen van HD-beeldmateriaal; een voorbeeld hiervan zijn filmtrailers die te bekijken zijn op de website van IMDb.